# Oeneis hulda
Oeneis hulda är en fjärilsart som beskrevs av Otto Staudinger 1887. Oeneis hulda ingår i släktet Oeneis och familjen praktfjärilar. Inga underarter finns listade i Catalogue of Life.